# Metamorfizm progresywny
Metamorfizm progresywny – proces przeobrażania się skał już uprzednio zmetamorfizowanych, w którym następuje wzrost stopnia metamorfizmu skał w wyniku wzrostu ciśnienia i temperatury wywołanego pogrążaniem się skał w głąb skorupy ziemskiej. Wzrost stopnia metamorfizmu przejawia się zastępowaniem w skale minerałów niskotemperaturowych minerałami tworzącymi się w temperaturach wysokich. Metamorfizm progresywny jest jednym z rodzajów metamorfizmu regionalnego.
Termin wprowadził do geologii w roku 1938 Francis John Turner.